# Gigamét
Gigamét (viết tắt: Gm) được sử dụng bởi Cục Đo lường và Đo lường Quốc tế, biểu tượng SI: Gm) là một đơn vị chiều dài trong hệ thống số liệu, là đơn vị cơ sở SI có chiều dài. Đây là khoảng 1.000.000 km hoặc khoảng 621.370 dặm. là một đơn vị đo chiều dài trong hệ thống SI tương đương với một tỉ mét hay 1000000 km.
Gigametres (từ tiếng Hy Lạp gigas = khổng lồ và metro = đếm/đo)) được tạo thành chính xác là 1.000 megametres. Mặc dù phù hợp với khoảng cách trong thiên văn học (ví dụ khoảng cách của một hành tinh từ ngôi sao của nó) lĩnh vực chuyên môn này thường sử dụng đơn vị thiên văn (AU) hoặc hàng triệu và hàng tỷ cây số.

## Ví dụ
- Khoảng cách trung bình của Trái đất so với mặt trời là 149,6 GM, còn được gọi là 1 đơn vị thiên văn.
- Khoảng cách trung bình của sao Mộc từ mặt trời là 778,5 GM.
- Khoảng cách trung bình của Osiris từ ngôi sao mẹ HD 209458 là 6,7 GM.
- Khoảng cách trung bình của PSR J1719-1438 b từ xung PSR J1719-1438 là 0.666 GM, là quỹ đạo nhỏ nhất của bất kỳ hành tinh ngoài hành tinh nào.
- Đường kính trung bình của mặt trời là 1,393 GM.[4]
- Đường kính trung bình của ngôi sao siêu sao đỏ Betelgeuse là 1.302 GM.